# 与次郎稲荷神社

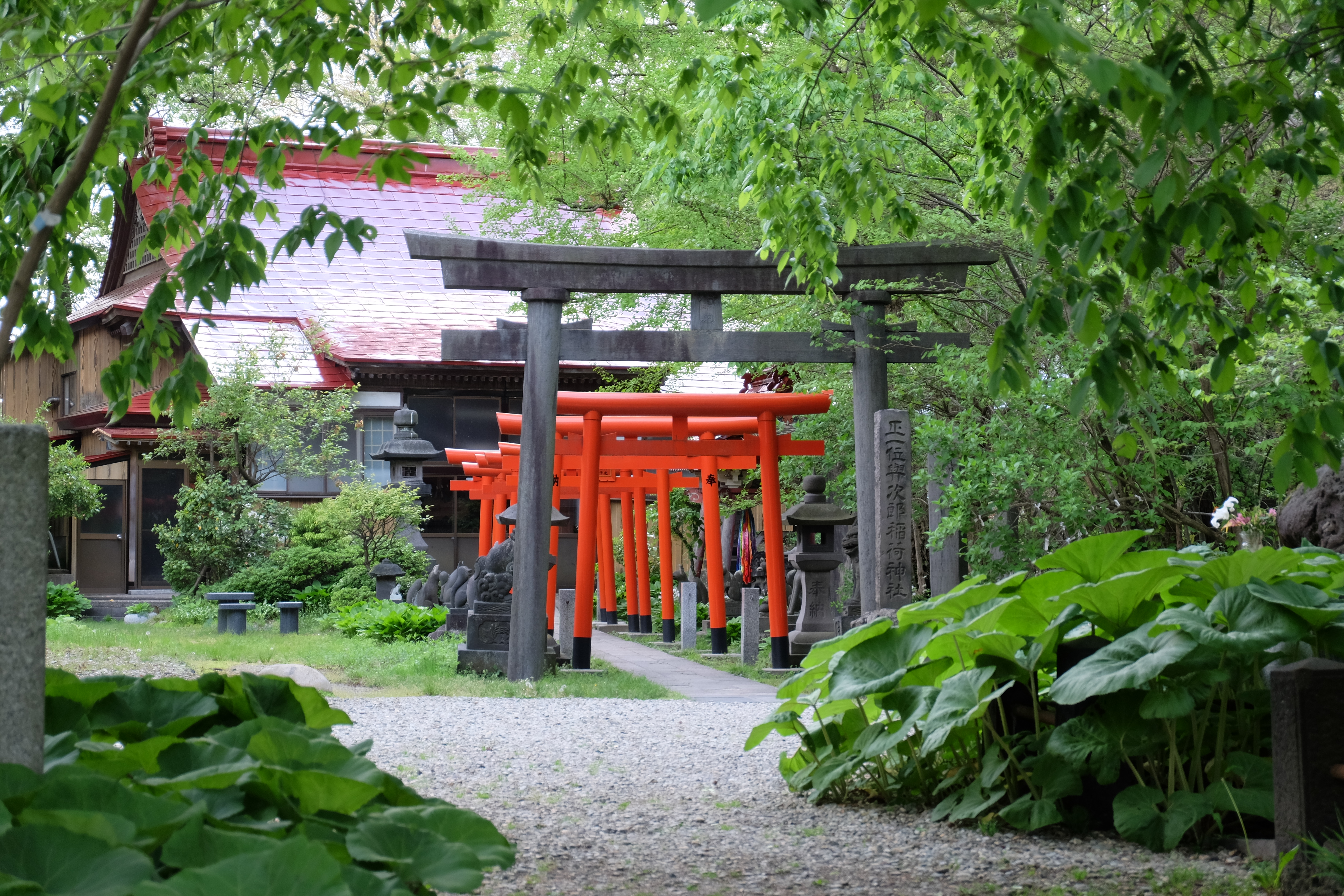
秋田 与次郎稲荷神社（千秋公園内）

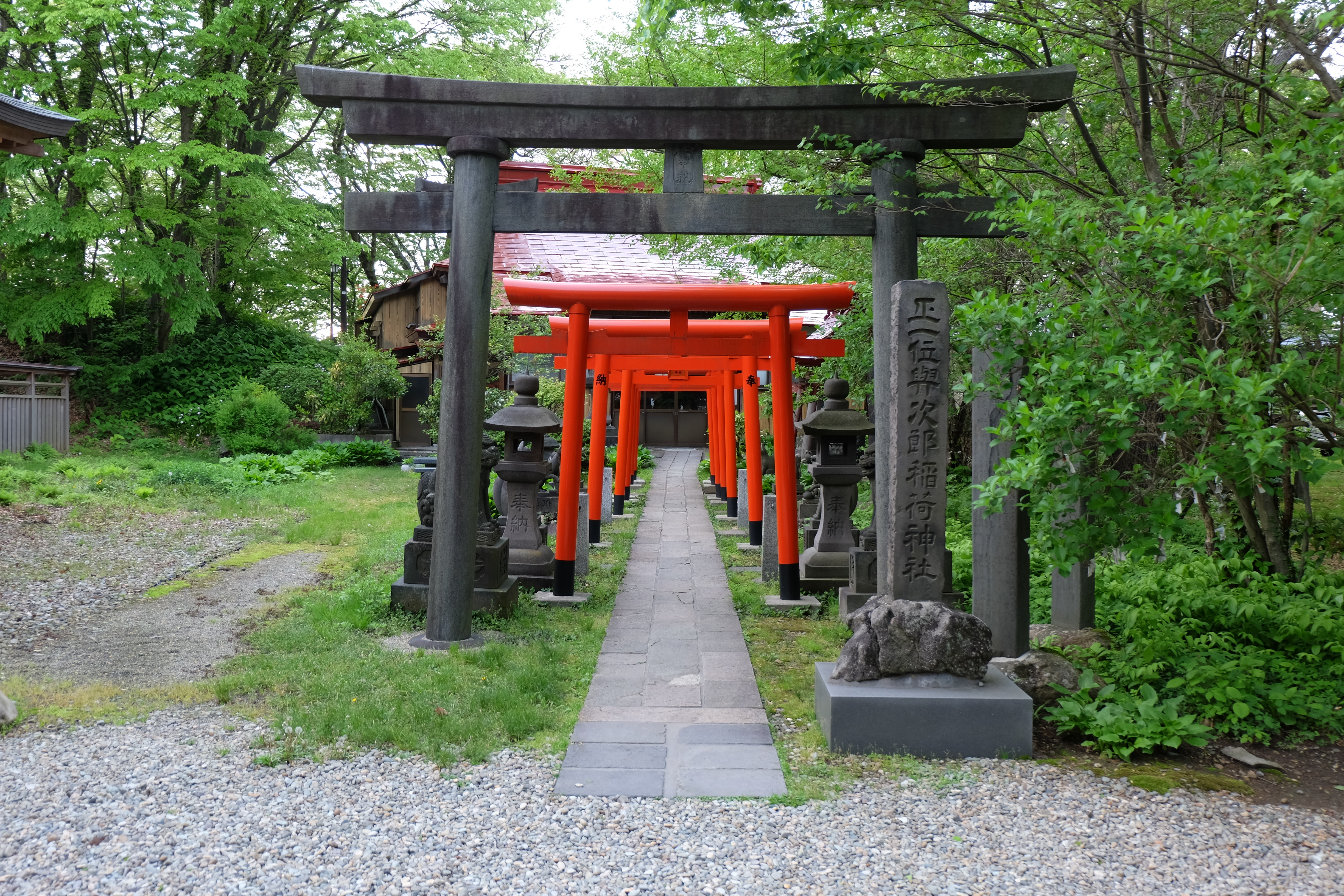
秋田 与次郎稲荷神社（千秋公園内）

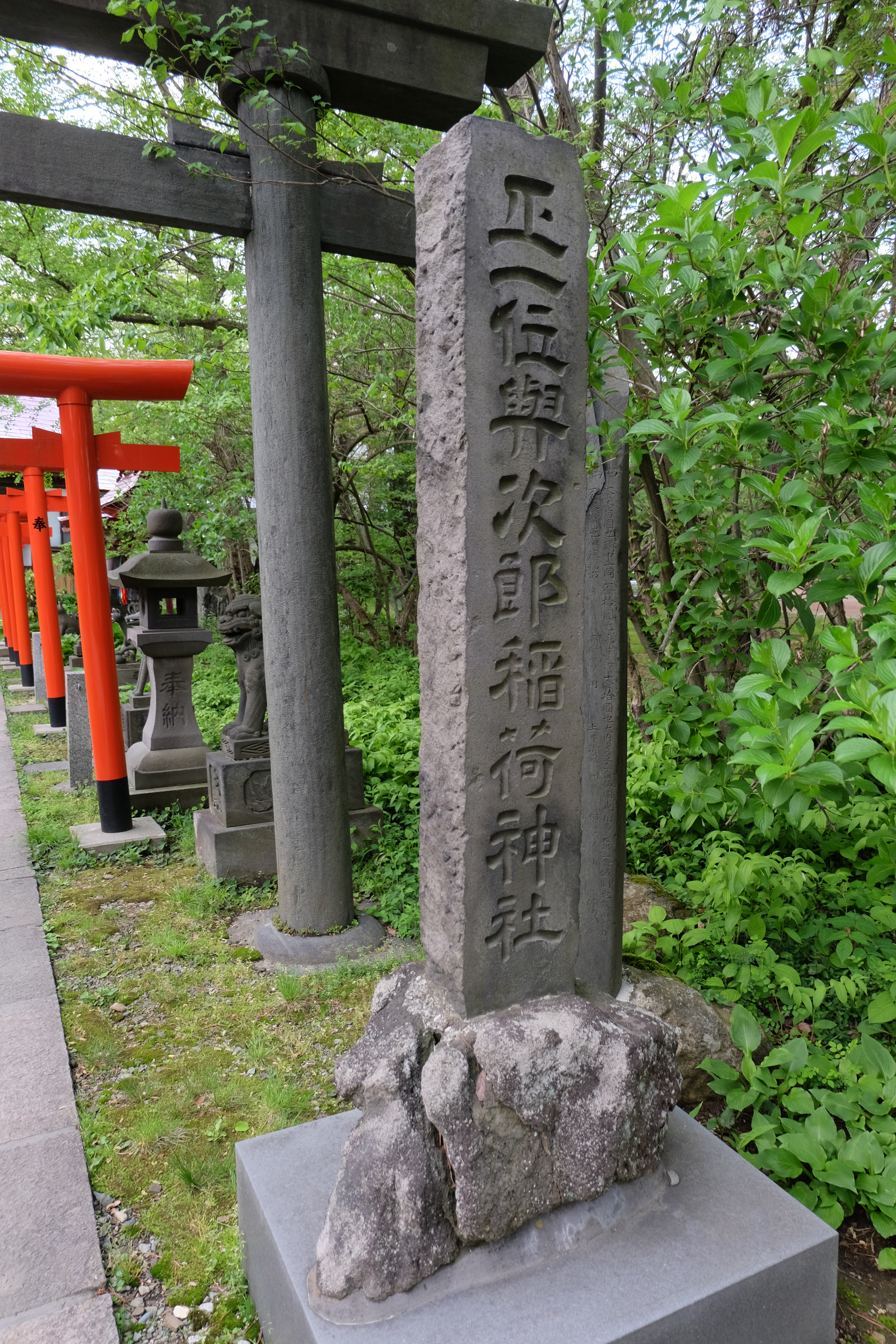
秋田 与次郎稲荷神社の石碑（千秋公園内）

与次郎稲荷神社（よじろういなりじんじゃ、旧字体：與次󠄁郞稻荷神󠄀社󠄁）は、秋田県秋田市と山形県東根市にある神社である。「与次郎狐の伝説」を由緒に持つ同名の神社が、両市に1社ずつ存在する。本項では主に秋田市の神社について解説する。

## 概要
久保田藩初代藩主・佐竹義宣に飛脚として仕えた狐の「与次郎」を祀ると伝えられる神社であり、そのため狐が稲荷神の遣いではなく神そのものとして扱われている。久保田城三ノ丸八幡山（現在の秋田市立明徳小学校所在地）に建立された後、数度の変遷を経て、1892年（明治25年）以降は千秋公園の本丸跡に鎮座する。
飛脚を勤める足軽衆の信仰を集めたことから、足軽町であった楢山にも分霊が祀られた。しかし楢山の与次郎稲荷神社は、老朽化と管理人不在のため、2013年（平成25年）12月に千秋公園の与次郎稲荷神社へ合祀し廃社された。
現在では商売繁盛の神、スポーツの神としても信仰される。

## 与次郎狐の伝説
（出典）
慶長9年8月（1604年9月）、佐竹義宣が久保田城（現在の秋田市）へ移って2、3日後、御座の間の庭に1匹の大狐が現れて義宣へ訴え出た。狐曰く「自分は神明山に300年余り住まう狐の長であるが、公がこの山へ築城されたことにより棲み家を失った。願わくば代わりの土地を賜わりたい。願い聞き届けられるならば、今後永く城の守りとなり、御用にも役立ちたい」。義宣が狐に、どのように役立つつもりかと尋ねると、火急の用あらば飛脚となり、江戸まで6日で往復すると答える。喜んだ義宣は、狐に城北の茶園近くの土地を与え、「茶園守の与次郎」と呼んで歩行並（かちなみ）の待遇とした。秋田転封前の水戸時代、茶園守の与次郎という家臣が居たので、その名を付けたものである。以来6年間、江戸へ急用が生じる度に与次郎が呼び出され、約束通り往復6日で返書を携え戻ってきた。
江戸までの道中、六田村（現在の東根市）の飛脚宿に、間右衛門という男が居た。この男、最近飛脚の宿泊が少ないことを不審に思っていたが、ある時佐竹の飛脚が飛ぶような速さで通り過ぎているという噂を聞きつけた。猟師の谷蔵にその事を相談すると、谷蔵は「それは狐に違いない、捕らえれば宿はまた繁盛する」と間右衛門を唆した。そこで2人は悪党仲間達と謀って狐の好物・油鼠を仕掛け、飛脚が来るのを待ち構えた。江戸へ上る途中の与次郎は目敏く罠の存在に気付き、御用の飛脚を罠にかけようとは不埒であると、意趣返しに油鼠をすべて奪い取ってやろうとしたものの、運悪く谷蔵の狐網に捕らえられてしまった。せめて御用だけは果たすべしと御状を網の目から外へ出すと、不思議なことに御状は空へ舞い上がった。谷蔵が一打ちすると、与次郎は呪いの言葉を吐いて死んだ。空へ舞い上がった御状は小狐達が引き継ぎ、遅滞無く江戸に届いたという（与次郎の霊が届けたと語る伝説もある）。
間右衛門、谷蔵らは奪った金を分け合い、狐の死体は煮て食うなどしたが、その夜から六田村の人々に乱心する者が続出した。近隣の狐達が集まって祟ったもので、自らの指を食いちぎる者、岩に齧り付いて歯を砕く者など、一月余りの間に300人以上が狂い、17人が死に、正気の者は10人ばかりという有り様だった。騒ぎは幕府の耳にも届き、代官・杉本伊兵衛が派遣された。伊兵衛も現地の惨状に肝を潰したが、正気の者たちから事のあらましを聞くと、与次郎をこの地で八幡に祀ることとし、恨みを収めて立ち退くよう狐達に向けて呼ばわった。すると狐は去り、村人は酒の醒めるように回復した。しかし間右衛門と谷蔵は10日も経たないうちに死に、子孫もやがて絶えた。
事の次第を伝え聞いた義宣は大いに無念がり、久保田城内に与次郎を祀る神社を建立した。また、江戸へ往来する際には、六田で必ず与次郎が祀られた宮に参拝した。義宣以降の歴代藩主も往来の際、街道から続く参道に化粧砂を敷いて必ず詣で、藩主が参拝できない場合には御刀番が代参する慣わしとなった。

## 沿革

### 千秋公園の与次郎稲荷神社

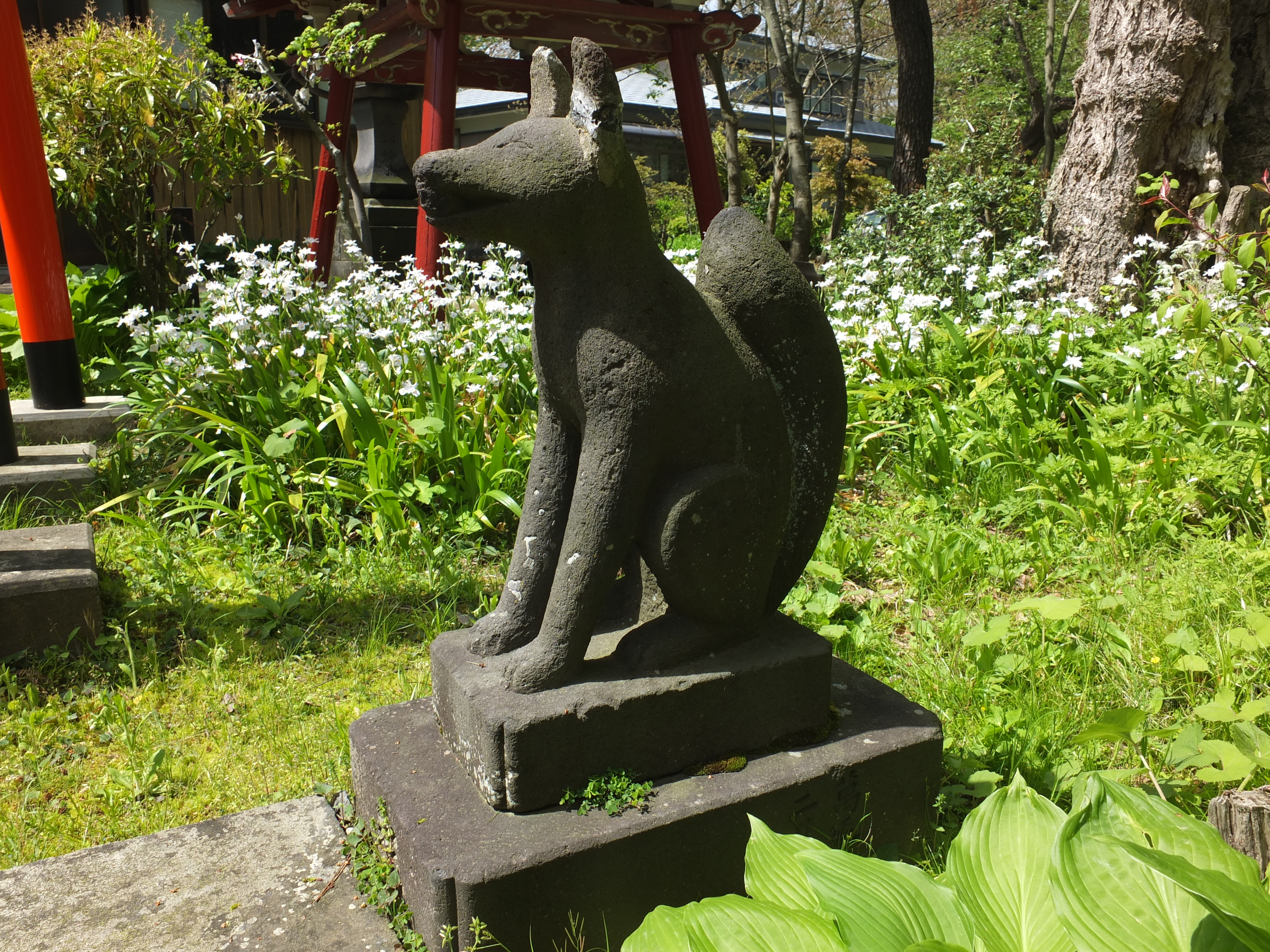
参道にある狐像のひとつ。狐像の中でも最古の「萬延二年二月」（1861年3月）と台座に刻まれており、保戸野金砂町時代のものと判る。

- 慶長年間 - 久保田城三ノ丸八幡山の小八幡別当寺・金乗院境内に与次郎稲荷神社が建立される[4]。
  - 金乗院は寛文元年（1661年）までに城下手形休下町から八幡山へ移転してきたもので、与次郎稲荷神社はそれ以前から八幡山あるいは北ノ丸に所在していたが金乗院境内へ移設されたとする説もある[5]。
- 明和4年（1767年） - 外町大火で焼失した寺町の大八幡と一乗院が八幡山へ移転し、金乗院が別当を解かれ北ノ丸へ移転。この際、与次郎稲荷神社も北ノ丸へ移転したとみられる[6]。
- 天保 - 弘化年間（1831 - 1847年） - この頃、金乗院が三ノ丸東方へ移転。与次郎稲荷神社はそのまま北ノ丸に残ったとみられる[5]。
- 嘉永2年（1849年） - 保戸野金砂町の東清寺境内へ移転[4]。万延2年（1861年）とする説もある[7]。
- 1892年（明治25年）6月26日 - 本丸（現在地）へ移転[4]。明治29年8月とする史料もある[8]。
- 1926年（昭和元年） - 現在の社殿が完成[2] 。
- 1966年（昭和41年）4月1日 - 住居表示実施に伴う区画変更で、所在地が千秋公園になる。

### 楢山の与次郎稲荷神社
- 寛保3年（1743年） - 久保田城三ノ丸八幡坂の下り口に足軽番所が設置され、番所内に与次郎稲荷神社が勧進される[6]。
- 明治5年（1872年） - 楢山登町へ移転[4]。
  - 引き取り手を巡って御小人（台所町=現在の千秋矢留町）と旗組足軽（楢山登町）の間で争奪になったが、旗組の言い分が認められた[4]。
- 1967年（昭和42年）5月1日 - 住居表示実施に伴う区画変更で、所在地が楢山南中町になる。
- 2013年（平成25年）12月 - 千秋公園の与次郎稲荷神社へ合祀し廃社。

### 四ツ家の与次郎稲荷神社

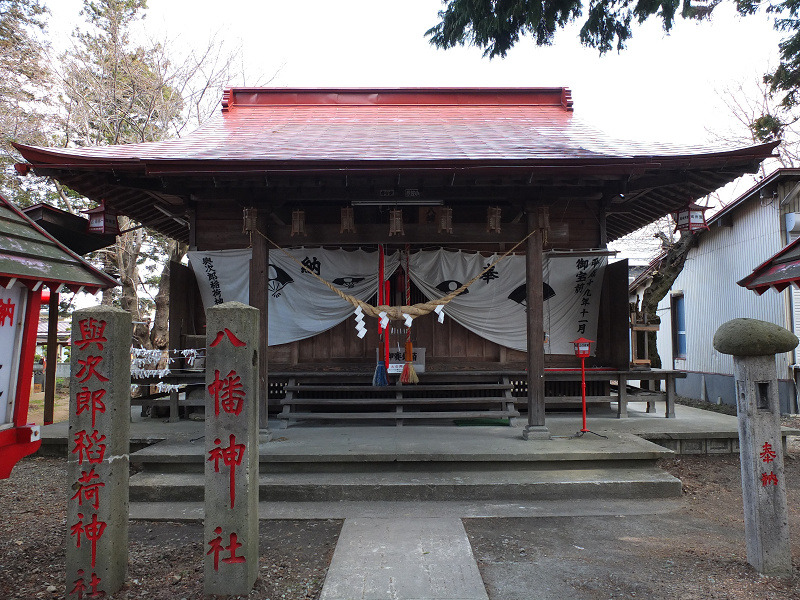
東根市四ツ家の與次郎稲荷神社

- 慶長年間 - 六田村の南隣・蟹沢村にあった八幡神社境内に与次郎を祀る祠が建立される[9]。時期は慶長14年（1609年）または16年（1611年）とされる[10]。
- 文久2年6月（1862年7月） - 公文所より正一位稲荷大明神の神号が与えられる[11]。
- 1955年（昭和30年）9月 - 宗教法人化に伴い、八幡神社与次郎稲荷神社を「与次郎稲荷神社」に改称する[12]。

## 所在地
- 秋田県秋田市千秋公園1-8
- 秋田県秋田市楢山南中町6-36（廃社当時）
- 山形県東根市四ツ家一丁目2-11

## 祭神
- 不詳

東根市の神社では応神天皇、保食神、与次郎大人之霊となっている。応神天皇は八幡神、保食神は稲荷神を示し、「与次郎狐の伝説」の通りこの神社は稲荷でありながら八幡を共に祀っていることが判る。